# Brangus
Brangus es una raza bovina. Es una raza híbrida, ya que contempla la combinación genética de razas cebuinas, con bovinos de raza Aberdeen Angus. Debido a que la raza cebuina que dio origen a este híbrido es la Brahman, el nombre de esta raza es un acrónimo de los términos Brahman y Angus.

## Descripción
La raza Brangus, es una raza bovina híbrida. Es decir, la resultante o producto del cruzamiento entre dos razas diferentes, la Brahman y la Angus, de las cuales toma características originales en porcentajes adecuados para la crianza comercial.
La raza Brangus nace del cruzamiento genético que combina la rusticidad de la raza Brahman y las cualidades maternas y cárnicas del Angus. Su genética está establecida en 3/8 Brahman y 5/8 Angus. 
La combinación da como resultado una raza que une los rasgos de dos razas parentales muy exitosas. El Brahman, a través de una rigurosa selección natural, desarrolló resistencia a las enfermedades, resistencia general e instintos maternales sobresalientes. El Angus es conocido por sus cualidades superiores. También son hembras extremadamente funcionales que sobresalen tanto en fertilidad como en capacidad de ordeño.

## Necesidad del surgimiento de la raza
Gran parte del trabajo inicial en el cruce de ganado Brahman y Angus se realizó en la Estación Experimental del USDA en Jeanerette, Luisiana. Según el Anuario de Agricultura de 1935 del USDA, la investigación con estos cruzados comenzó alrededor de 1932.
El ganado bovino predominante en Argentina durante mucho tiempo fue el conformado por ejemplares las razas Angus, Hereford y Shorthorn, los cuales presentaban serias limitaciones técnicas para su crianza comercial, como la falta de adaptación a las altas temperaturas y parasitosis extrema, obteniéndose animales  de lento desarrollo. Con miras a modificar esta situación se importa, a fines de la década del 50 del siglo pasado, los primeros animales de la raza Nelore del Brasil y Brahman de los Estados Unidos.
El proceso de absorción con razas cebuínas se incrementa con mucha fuerza en la década del 60, donde por la cercanía con el Brasil, se importa material de excelente calidad, como así también. de genética Brahman de origen Americano. En la década de los 70 y 80 el ganado predominante ya era el cebú. Los cruzamientos de Angus sobre Cebú comienzan a tomar fuerza en la década de los 80, debido a los excelentes resultados obtenidos en las primeras cruzas (F1).
Los precursores de estos cruzamientos, en la necesidad de estabilizar estos productos, se enfocaron en la obtención modelos genéticos más estables, y así es como surge el modelo argentino bovino del Brangus.

## Características sintéticas de la raza Brangus
- Complementariedad: Hablamos de complementariedad  cuando se usan razas distintas, las cuales cruzadas se complementan obteniendo un producto con mayor productividad y calidad. Por ejemplo, del cruzamiento Angus por Cebú se utiliza;

del Angus: el perfil más precoz,                             
del Cebú: el perfil más adaptado.
Lográndose así un animal con estas características:
•	Tamaño corporal
•	Rendimiento de res
•	Fertilidad  
•	Precocidad sexual
•	Facilidad de manejo                                                                                                      
•	Habilidad materna
•	Calidad de carne/res
- Capacidad adecuada de adaptación: Cuando seleccionamos las razas adecuadas para la producción de una raza sintética, debemos tener en cuenta en primer lugar que el individuo posea la capacidad adecuada de adaptación, dependiendo de las características ecológicas en la cual deberá desenvolverse el animal manteniendo niveles de producción positivos. Por ejemplo sabemos fehacientemente la adaptación de las razas cebuínas al trópico y sub trópico, razas que ofrecerán el manto de la adaptabilidad a aquellas razas sintéticas que se quieran producir en estas latitudes.

- Mantenimiento del tamaño adecuado al medio ambiente: El ambiente nos condiciona a determinar el tamaño adecuado del animal, de manera que es de principal importancia la elección adecuada de las razas intervinientes en la formación del sintético, por ejemplo cuando utilizamos razas de gran tamaño, el producto tendrá problemas de adaptación por no llenar sus requerimientos nutricionales condicionados por la oferta, calidad forrajera  y el tamaño del individuo.

Mantenimiento de niveles de producción y calidad del producto final:  Al optar por una raza sintética determinada es importante tener presente de los atributos económicos más importantes, como ser adaptación, fertilidad, precocidad sexual, habilidad materna, facilidad de manejo, rendimiento y calidad de la carne / res. Para ello  al elegir las razas intervinientes, es  tener en cuenta grandes poblaciones de manera a obtener variabilidad genética para poder mantener los niveles de producción y calidad del producto.
- Heterosis, utilización del vigor híbrido: Se define como heterosis al incremento de la producción en relación con la media de las razas intervinientes. La raza Brangus al estar formada por dos razas puras, no emparentadas (Bos Taurus – Bos primigenius indicus ) explotan esta ventaja del vigor híbrido o heterosis principalmente en las primeras cruzas Brangus. A medida que se siga avanzando generacionalmente,  en el cruzamiento de Brangus x Brangus esta heterosis va disminuyendo, teniendo como consecuencia una notable perdida de sus características de performance.

Cómo revertir o evitar esta situación:
•	Manteniendo un tamaño adecuado de la población (cantidad de individuos), obteniendo así una buena variabilidad genética o genes aditivos, los cuales se obtienen mediante la utilización de los DEPS
•	Permitir una estructura racial abierta que posibilite la entrada de animales de primera generación, agregando de esta forma genes aditivos de las razas originales, evitando así los genes epistáticos.
•	Utilización de un eficiente programa de selección, o sea  seleccionar características de alta heredabilidad correlacionadas entre sí y de importancia económica, como ser precocidad, conformación y musculatura. Una amplia base de datos y un aprovechamiento permanente de la variabilidad presentada por las razas Angus y Cebú.

## Quebrados de la raza Brangus
Los quebrados (¼, ¾, ½, 3/8) representan la fracción de sangre Cebú que posee un animal, lo cual nos ayuda a direccionar los cruzamientos para llegar al modelo 3/8 Brangus, el cual posee 62.5 % de sangre Angus y  37.5 % de sangre Cebú.
| Indicadores             | Valores            |
| ----------------------- | ------------------ |
| Base                    | Aberdeen Angus     |
| Base                    | Cebú               |
| Variaciones Intermedias | Brangus ½ sangre   |
| Variaciones Intermedias | Brangus ¾ sangre   |
| Variaciones Intermedias | Brangus ¼ sangre   |
| Variación Terminal      | Brangus 3/8 sangre |